# دوري أبطال إفريقيا 1997
دوري أبطال أفريقيا 1997 هي النسخة 33 من البطولة الرئيسية للأندية في قارة أفريقيا، والأولى في حلتها الجديدة تحت اسم «دوري أبطال أفريقيا».
توج الرجاء البيضاوي المغربي بالبطولة على حساب أشانتي جولد الرياضي الغاني.

## المرحلة التأهيلية

### الدور التمهيدي
| الفريق الأول            | إجم.      | الفريق الثاني               | مباراة الذهاب | مباراة الإياب |
| ----------------------- | --------- | --------------------------- | ------------- | ------------- |
| كوتون تشاد ‏             | مرشح أوحد | تمبت موكاف ‏                 | –             | –             |
| موغاز 90 ‏               | 1–2       | نادي ترافادوريس ‏            | 1–0           | 0–2           |
| موني سبورت ‏             | 5–1       | كاف بنك ‏                    | 4–1           | 1–0           |
| جونيور بروفشنال ‏        | 2–1       | راسينغ كلوب دي بوبو ديولاسو | 2–0           | 0–1           |
| نادي سان ميشيل السيشيلي | 1–5       | بي أف في ‏                   | 1–2           | 0–3           |
| نوتوان ‏                 | مرشح أوحد | بلو ووترز ‏                  | –             | –             |
| نادي مايتي ووندرز       | 2–5       | روما روفرز ‏                 | 1–0           | 1–5           |
| يانغ أفريكانز           | 0–1       | نادي إكسبريس                | 0–0           | 0–1           |

### دور ال 32
| الفريق الأول              | إجم.           | الفريق الثاني              | مباراة الذهاب | مباراة الإياب |
| ------------------------- | -------------- | -------------------------- | ------------- | ------------- |
| اتحاد الجزائر             | 9–2            | نادي ترافادوريس ‏           | 6–1           | 3–1           |
| يدوجي يونايتد ‏            | 4–2            | نادي كالوم ستار            | 3–1           | 1–1           |
| نادي يونيسبورت بافانغ ‏    | 2–2 (5-4 ر.ج.) | نادي موني سبورت ‏           | 2–0           | 0–2           |
| نادي فروفياريو دي مابوتو ‏ | 5–0            | نادي بي أف في ‏             | 4–0           | 1–0           |
| نادي الرجاء الرياضي       | 5–1            | نادي سوناكو ‏               | 3–1           | 2–0           |
| نادي مابيلينغا ‏           | 6–4            | موتيما بيمبي               | 3–0           | 3–4           |
| أفريكا سبورتس             | 4–2            | نادي كوتون تشاد ‏           | 3–0           | 1–2           |
| نادي بريميرو دي أغوستو    | 3–2            | نادي نوتوان ‏               | 1–1           | 2–1           |
| نادي الزمالك              | 3–1            | نادي سانت جورج             | 2–0           | 1–1           |
| موفوليرا ووندرز ‏          | 5–1            | نادي الجيش الوطني الرواندي | 4–1           | 1–0           |
| النادي الإفريقي           | 4–3            | نادي دجوليبا               | 3–2           | 1–1           |
| Sunrise Flacq United ‏     | 1–3            | جي اس سانت بيرويس ‏         | 1–0           | 0–3           |
| نادي توسكر                | 0–0 (4-5 ر.ج.) | نادي الهلال                | 0–0           | 0–0           |
| أشانتي غولد               | 4–2            | جونيور بروفيشنال ‏          | 3–0           | 1–2           |
| نادي كابس يونايتد         | 7–6            | نادي إكسبريس               | 5–2           | 2–4           |
| أورلاندو بيراتس           | 1–0            | نادي روما روفيرز ‏          | 1–0           | 0–0           |

### دور ال 16
| الفريق الأول           | إجم. | الفريق الثاني             | مباراة الذهاب | مباراة الإياب |
| ---------------------- | ---- | ------------------------- | ------------- | ------------- |
| اتحاد الجزائر          | 3–2  | يدوجي يونايتد ‏            | 3–0           | 0–2           |
| نادي يونيسبورت بافانغ ‏ | 2–4  | نادي فروفياريو دي مابوتو ‏ | 1–0           | 1–4           |
| نادي الرجاء الرياضي    | 4–1  | نادي مابيلينغا ‏           | 3–0           | 1–1           |
| أفريكا سبورتس          | 1–6  | نادي بريميرو دي أغوستو    | 1–1           | 0–5           |
| نادي الزمالك           | 6–2  | موفوليرا ووندرز ‏          | 5–2           | 1–0           |
| النادي الإفريقي        | 11–1 | جي اس سانت بيرويس ‏        | 6–1           | 5–0           |
| نادي الهلال            | 2–3  | أشانتي غولد               | 2–1           | 0–2           |
| نادي كابس يونايتد      | 1–3  | أورلاندو بيراتس           | 1–2           | 0–1           |

## مرحلة المجموعات

### المجموعة 1
| فريق            | لعب | ف | ت | خ | له | عليه | ف.أ | نقاط |
| --------------- | --- | - | - | - | -- | ---- | --- | ---- |
| الرجاء          | 6   | 3 | 2 | 1 | 10 | 6    | 4+  | 11   |
| إتحاد الجزائر   | 6   | 3 | 2 | 1 | 9  | 6    | 3+  | 11   |
| أول أغسطس       | 6   | 3 | 1 | 2 | 7  | 9    | 2−  | 10   |
| أورلاندو بيراتس | 6   | 0 | 1 | 5 | 5  | 8    | 3−  | 1    |

### المجموعة 2
| فريق                | لعب | ف | ت | خ | له | عليه | ف.أ | نقاط |
| ------------------- | --- | - | - | - | -- | ---- | --- | ---- |
| أشانتي غولد         | 6   | 3 | 1 | 2 | 10 | 5    | 5+  | 10   |
| الزمالك             | 6   | 3 | 0 | 3 | 7  | 8    | 1−  | 9    |
| الأفريقي            | 6   | 2 | 2 | 2 | 3  | 4    | 1−  | 8    |
| فيروفيارو دو مابوتو | 6   | 2 | 1 | 3 | 5  | 8    | 3−  | 7    |

| تأهل إلى النهائي |
| خرج من البطولة   |

## النهائي
| أشانتي غولد       | 1–0 | نادي الرجاء الرياضي |
| ----------------- | --- | ------------------- |
| - لورينس أدجي 79' |     |                     |

| نادي الرجاء الرياضي                                                                           | 1–0 | أشانتي غولد                                              |
| --------------------------------------------------------------------------------------------- | --- | -------------------------------------------------------- |
| - Nazir 78'                                                                                   |     |                                                          |
| ركلات الترجيح                                                                                 |     |                                                          |
| - عمر النجاري - رضا الرياحي - Sabir - Ogandaga - عبد اللطيف جريندو - Zitouni - عبد الإله فهمي | 5–4 | - Okyere - Owusu - Ansah - Ahinful - Issah - Koné - Duah |